# Шей Мітчелл
Шей Мітчелл (англ. Shannon Ashley 'Shay' Mitchell; нар. 10 квітня 1987, Торонто) – канадська й американська акторка, модель, підприємиця. Здобула відомість ролями Емілі Філдс у телесеріалі «Милі ошуканки» та Піч Саллінджер у телесеріалі «Ти»
У 2018 році Мітчелл знялася в психологічному трилері — телесеріалі «Ти» та фільмі жахів «Кадавер». У 2019 році акторка працює над роллю в телесеріалі «Спадкоємиці» (англ. The Heiresses).

## Біографія
Шеннон Мітчелл народилася в Місісазі, Онтаріо, Канада 10 квітня 1987 року, в родині ірландця і філіппінки. Уже в дитинстві вона проявила інтерес до ігрового мистецтва. У 5 років почала брати уроки танцю, а пізніше з однокласниками брала участь в змаганнях з іншими танцювальними школами міста.
Коли Шеннон було 10 років, вона з сім'єю переїхала до Ванкувера (Британська Колумбія). Менше ніж через рік після переїзду вона взяла участь у кастингу, організованому міжнародним модельним агентством серед дівчаток, і стала однією з переможниць. Так почалася її успішна кар'єра моделі. Вона працювала для безлічі компаній в різних містах, таких як Бангкок, Гонконґ і Барселона. Фотографії Мітчелл з'являлися в онлайн-версії журналу Maxim в розділі «Дівчина дня» , а в 2011 році вона стала обличчям нової серії продуктів бренду Pantene.

## Кар'єра
Повернувшись в Торонто, Мітчелл почала брати курси акторської майстерності. У 2009 році вона з'явилася в ролі моделі в молодіжному серіалі «Деграссі: Наступне покоління». У наступному році знялася в ряді епізодів діснеївського серіалу «Справжній Арон Стоун» в ролі Айрін Веббер. Також вона знялася в кліпі на пісню «Hold my hand» відомого виконавця Шона Пола і з'явилася в одному з телесеріалів ABC «Копи-новобранці».
Справжня популярність до Мітчелл прийшла після ролі Емілі Філдс — однієї з головних героїнь в серіалі «Милі Ошуканки», що дебютував 8 червня 2010 року на каналі Freeform. З приходом популярності Мітчелл стали запрошувати в телевізійні шоу і передачі. Зокрема, в 2010 році вона представляла лауреатів премії Teen Choice Awards, а в 2011 році брала участь у музичному телешоу «Новорічна вечірка-2011», була гостею телешоу Мо'Нік і вручала музичні премії канадського телеканалу MuchMusic.

## Особисте життя
У шкільні роки Шей соромилася себе через змішану кров, але вона зуміла прийняти себе. В інтерв'ю журналу Cosmopolitan на питання про орієнтацію сказала, що вважає за краще не накладати на себе ярлики. Актриса каже, що могла б полюбити і хлопця, і дівчину.
1 січня 2019 року Мітчелл повідомила в своєму профілі в Instagram, що в 2018 році пережила викидень на 14-му тижні вагітності.
28 червня 2019 року Мітчелл в акаунті в Instagram і на своєму каналі на YouTube повідомила, що вагітна від свого партнера Метта Бабеля.. У жовтні 2019 року народила дочку Атлас Ноа
.

## Фільмографія
| Фільмографія | Фільмографія             | Фільмографія                  | Фільмографія             | Фільмографія              |
| Рік          | Назва                    | Оригінальна назва             | Роль                     | Примітки                  |
| ------------ | ------------------------ | ----------------------------- | ------------------------ | ------------------------- |
| 2009         | Деграссі: Нове покоління | Degrassi: The Next Generation | Модель                   | 1 епізод                  |
| 2010         |                          | Verona                        | Модель                   | Короткий фільм            |
| 2010         | Арон Стоун               | Aaron Stone                   | Айріна Увебер            | 4 епізоди                 |
| 2010         | Копи-новобранці          | Rokie blue                    | Мила дівчина             | 1 епізод                  |
| 2010—2017    | Милі ошуканки            | Pretty Little Liars           | Емілі Філдс              | Головна роль 160 епізодів |
| 2012         | Панк'Д                   | Punk'd                        | Камео                    | 1 епізод                  |
| 2012         |                          | Just Yell Fire: Campus Life   | Камео                    | Короткий фільм            |
| 2012         | Хор                      | Glee                          | Дівчина в жовтому жакеті | 1 епізод                  |
| 2014         |                          | Immediately Afterlife         | Марісса                  | Короткий фільм            |
| 2015         |                          | Project Runway                | Камео                    | 1 епізод                  |
| 2016         |                          | Dreamland                     | Ніколь                   |                           |
| 2016         | Нестерпні леді           | Mother's Day                  | Тіна                     | Фільм                     |
| 2018         | Ти                       | You                           | Піч Селлінджер           | Головна роль 6 епізодів   |
| 2018         | Кадавер                  |                               |                          | Фільм                     |
| 2019         | Лялечки                  | Dollface                      | Стелла Коул              | Головна роль              |